# 德拉古什
德拉古什是保加利亚布拉戈耶夫格勒州彼得里奇市镇的村庄。2013年人口数量为33人。